# Кисельово (Упоровський район)
Кисельо́во (рос. Киселёво) — село у складі Упоровського району Тюменської області, Росія.
Населення — 252 особи (2010, 281 у 2002).
Національний склад станом на 2002 рік:
- росіяни — 98 %